# Carolina La O
Carolina Ovalle Arango (Manizales, Caldas; 12 de abril de 1979), más  conocida artísticamente como Carolina La O, es una cantautora colombiana de salsa y música tropical como la cumbia. Saltó a la fama en 1996 cuando se convirtió en la vocalista principal de la agrupación Alquimia la sonora del XXI.

## Biografía
Nació en la ciudad de Manizales, la capital cafetera de Caldas en su hermosa¨Colombia . En el año 2000 se graduó de la Universidad Externado de Colombia (Bogotá) en la carrera de Administración de Empresas.
Sus siete producciones musicales , una nominación al Latin Grammy y seis nominaciones a premios Billboard y al  Premio Lo Nuestro son lo más representativo de su carrera.

### Sus inicios con Alquimia la Sonora del XXI
En 1996, con 16 años, empezó a cantar profesionalmente junto a la agrupación ALQUIMIA LA SONORA DEL XXI (siendo la única mujer del grupo). Grabaron tres álbumes, que vendieron más de un millón y medio de copias.
Alquimia revivió los grandes éxitos de la orquesta cubana Sonora Matancera. El director de esta, Rogelio Martínez, la cantante Celia Cruz y el salsero Johnny Pacheco, en su momento declararon sentirse sorprendidos con la calidad musical de los músicos colombianos, de los que dijeron estar agradecidos por mantener en el gusto de los jóvenes el repertorio de esa leyenda de la música tropical. Con ellos Alquimia compartió el escenario del Copa Night Club, de Nueva York, el 14 de febrero de 1998, Día de San Valentín.

### Lanzamiento como solista
En 2000, tras cuatro años con Alquimia, Carolina La O se separó de la banda y comenzó una carrera como solista con canciones como «Yo soy la rumba», «Dulce veneno», «El último beso» y «Qué queda de este amor».
El son de ahora. se llamó el álbum con el que Carolina La O decidió tomar un nuevo rumbo en su trayectoria debutando como solista al firmar con Warner Music (USA) en el año 2000, llevándose los galardones de Artista Revelación del Carnaval de Barranquilla y la Feria de Cali en su país natal.

### «Dulce veneno»
Para el 2001 llegó su segundo trabajo discográfico como solista, Dulce veneno. Con esta producción alcanza ventas por más de 100 000 unidades y recibe: Premios Tv y Novelas (Colombia) / Revelación Tropical, Artista Revelación Premios Tu Música (Puerto Rico), así como nominaciones a Premios Lo Nuestro y a los Premios Billboard de la Música Latina como Artista y Canción Tropical Femenina del Año.

### «Carolina» (Kike Santander)
En 2003 grabó su tercer disco, titulado Carolina, con la dirección musical de Kike Santander..
En 2004 participó en el homenaje a Tito Puente y se convirtió en la imagen latina durante dos años consecutivos de Budweiser, una de las compañías cerveceras más importante de los Estados Unidos.
En 2005 debutó en televisión con el reality show Protagonistas de la Fama VIP, del canal Telemundo, donde sus fanes apoyaron su participación hasta llevarla a ser una de las finalistas del exitoso reality.

### «De mi fuego»
En 2006, Carolina La O lanzó De mi fuego, producción en donde regresa a sus orígenes y fusiona los ritmos folklóricos de su país con el sabor tropical de su carrera.
Al igual que en sus últimas producciones, Carolina La O sigue debutando como cantautora a través de canciones como, Enterito el corazón, Volando, Bailándome, Rózame y Yo te busqué incluidas en esta producción en la que demuestra su gran sensibilidad como compositora. El mismo año se convirtió en una de las figuras principales del Carnaval de la Calle 8 ―en Miami (Estados Unidos), del Festival Latino ―en Toronto (Canadá)― y de los eventos más representativos de la comunidad latina de los Estados Unidos.

### Reencuentro (Peer Music)
En 2008 firmó contrato con la empresa discográfica estadounidense Peer Music / Peer Southern Productions, que le encarga la grabación de grandes éxitos de la salsa, teniendo como invitados especiales a sus antiguos compañeros de Alquimia, en una producción llamada Reencuentro con los gemelos. álbum que reunió lo mejor del género, llevando a Carolina a desarrollar una espectacular gira de conciertos a través de los Estados Unidos, Colombia y Perú con una producción musical realizada entre Miami y Puerto Rico que contó con la participación de los reconocidos Productores, Charlie Donato y Ramón Sánchez, los mismos que lograron recrear para este álbum éxitos como Azúcar Negra, Cucala, Hueso na ma, Ojos Chinos y Ochun con Chango entre otras canciones que le otorgáron a la intérprete numerosos reconocimientos y el galardón de Artista Tropical de Año en Los Premios Estrella 2009.

### Carolina La O en vivo (CD/DVD)
En 2010, con dos nominaciones como Artista Tropical Femenina del Año 2010 en Premio Lo Nuestro y en los Premios Billboard a la música latina gracias a su canción «El último beso».
Carolina La O celebró su trayectoria a través de su lanzamiento Carolina La O en vivo, una noche mágica de celebración, un concierto lleno de fiesta, color y sabor en su producción musical grabada en directo en el Teatro Metropol de Bogotá en su natal Colombia, en formato CD/DVD, interpretando los éxitos más representativos de su carrera artística.
Durante el 2010 La cantante colombiana, se mantuvo líder en los charts de popularidad ubicándose en las primeras posiciones de EE. UU., alcanzando un #5 a nivel nacional, #1 en Puerto Rico, #1 en Venezuela, Ecuador y Perú con “Que queda de este amor” y "El último beso", canciones que forman parte de su álbum “Carolina La O en Vivo”. También estuvo de regreso a su país Colombia a bordo del buque hospital Confort como miembro de la misión humanitaria que la brigada estadounidense llevó a cabo en el municipio de Coveñas y comunidades aledañas, desde el 8 hasta el 11 de agosto a lo largo de toda la jornada de salud, donde realizó dos conciertos uno a bordo del Buque para sus casi 900 tripulantes y otro en la plaza principal del municipio ambos acompañada por la Banda de la Fuerza Aérea de los Estados Unidos y parte de los músicos originales de su agrupación.

### «Homenaje al Gran Combo de Puerto Rico»
Carolina La O formó parte del tributo Salsa: un homenaje a El Gran Combo, como conmemoración de los 50 años de la institución salsera en octubre del 2010, en esta producción discográfica la intérprete colombiana grabó el tema "El Menú" junto a Edgar Daniel y NG-2 con el acompañamiento del maestro Roselyn Pabón, la Orquesta Sinfónica del Conservatorio de Música de Puerto Rico y el director musical, Isidro Infante al piano.
Un año más tarde llegó su primera nominación al Grammy® Latino en el 2011 por su participación en este disco Salsa: homenaje al Gran Combo de Puerto Rico. Asimismo, en febrero del mismo año por encabezar las listas de popularidad consigue su tercera nominación a los Premios Billboard a la música latina y a Los Premios Lo Nuestro como Artista Tropical Femenina del Año en los Estados Unidos.

### «A fuego lento»
Durante 2012 Carolina La O lanza A fuego lento bajo la producción de Ramón Sánchez y con un trabajo realizado entre la isla del encanto Puerto Rico y la ciudad de Miami, este emblemático tema fue transformado en una salsa romántica, que con el particular estilo de la intérprete colombiana, rápidamente se ubicó en los primeros lugares en Perú, Venezuela y los Estados Unidos. Este mismo año Con la llegada de la época decembrina Carolina lanzó el cover navideño Si no me dan de beber en el que participó el intérprete panameño de música urbana Fito Blanko. Este clásico fue grabado en Miami por ambos intérpretes y rápidamente comenzó a escalar posiciones, convirtiéndose en una de las canciones más solicitadas de la temporada.
El 2013 comienza con pie derecho para Carolina la O al ser parte de La pista el programa concurso de mayor relevancia dentro de la televisión colombiana, donde no solo tuvo oportunidad de regresar a su país de origen, sino que además durante cuatro meses consecutivos logró nuevamente posicionarse en el corazón de los colombianos como una de las cantantes más queridas y recordadas de su país.

### «Caramelito»
“Caramelito” para el 2014 fue La canción que con una base neta de salsa, género con el cual Carolina La O ha alcanzado importantes reconocimientos en la industria musical, marco una nueva etapa en su carrera. Detrás de la producción del tema estuvieron importantes músicos colombianos y estadounidenses que retomaron los sonidos de la salsa tradicional mezclada con toques modernos para proyectar la temática de la canción.
“Caramelito” canción compuesta por Juliana Barrios fue producida por el músico cubano Didier Hernández, entre Bogotá y Miami, y contó con los arreglos musicales de Cristian Barreto.

### «No voy a llorar»
Durante los primeros meses del 2015 y Después de éxitos como «El último beso», «Qué queda de este amor», «A fuego lento» y «Caramelito», Carolina La O lanzó el sencillo No voy a llorar, de la mano del exitoso productor colombiano Robert Taylor.
Este lanzamiento superó las ventas anteriores, y consiguió una nominación al Grammy Latino, seis nominaciones a los Premios Billboard y una nominación a los Premios Lo Nuestro.
«No voy a llorar», compuesto por ella, el productor colombiano Robert Taylor y Didier Hernández integrante de MDO, tiene los ingredientes claves de la música vanguardista, ritmos bailables y urbanos, salpicados de la base tropical que caracteriza el sonido musical de la intérprete.
Bajo la producción de Robert Taylor “El arquitecto Musical” No voy a llorar fue grabada en Miami y contó con la participación de Carolina en todas sus fases creativas.

### Clásicos que enamoran
Es una producción en formato CD/DVD cuyo contenido es una recopilación de los 20 éxitos más grandes del género tropical en la década del 90. Clásicos como Pequeñas Cosas, Amor Prohibido, Noches de media luna y Zumbalo entre otros.
Tu la tienes que pagar / Dame un besito” es el primer lanzamiento de su álbum.
Dentro de su discografía cuenta con producciones de Kike Santander, Alejandro Jaén,  Isidro Infante, y Diego Galé así como colaboraciones en vivo de artistas como Celia Cruz, Tito Puente, Johnny Pacheco, Victor Manuelle y Gran Combo de Puerto Rico entre otros. 

## Premios y nominaciones

### Latin Grammy
Carolina La O recibió uno de los máximos reconocimientos de la música latina a través de su nominación al Grammy® en el 2011 otorgada por su participación en el tributo "SALSA: Un Homenaje a El Gran Combo", como conmemoración a los 50 años del Gran Combo de Puerto Rico, en esta producción discográfica la intérprete colombiana grabó el tema "El Menú" junto a Edgar Daniel y NG-2 con el acompañamiento del maestro Roselyn Pabón, la Orquesta Sinfónica del Conservatorio de Música de Puerto Rico y el director musical, Isidro Infante.

### Billboard Latin Music Awards
Carolina La O ha recibido tres nominaciones a los Billboard Music Awards como "Tropical Female Artist of the year", Artista Femenina Tropical del año, en el 2002, 2008 y 2010 año en el que también fue nominada como «Female Artist of the Year» Artista Femenina del Año del Género Tropical, los premios fueron televisados por la cadena Telemundo.

### Premio Lo Nuestro
Carolina La O ha sido nominada tres veces a Premio Lo Nuestro de la cadena Univisión en los Estados Unidos, durante el 2002, 2007 y el 2010, en las tres oportunidades su nominación fue como Artista Tropical Femenina del Año y como Artista del año en el género tropical.

## Discografía

### Álbumes de estudio
| Año  | Título                                                      |
| ---- | ----------------------------------------------------------- |
| 1999 | El Son de Ahora - 1.er Álbum de estudio - Lanzamiento: 1999 |
| 2001 | Dulce veneno - Lanzamiento: 2001                            |
| 2003 | Carolina - Lanzamiento: 2003                                |
| 2006 | De mi fuego - Lanzamiento: 2006                             |
| 2009 | Reencuentro con Los Gemelos - Lanzamiento: 2009             |

### Álbumes en vivo (DVD)
| Año  | Título                                    |
| ---- | ----------------------------------------- |
| 2010 | Carolina La O en vivo - Lanzamiento: 2010 |

### Singles
| Año  | Título                                                                  |
| ---- | ----------------------------------------------------------------------- |
| 1999 | El son de ahora - Yo soy la rumba                                       |
| 2001 | Dulce veneno - Dulce veneno                                             |
| 2003 | Carolina - Prefiero estar sola                                          |
| 2006 | De mi fuego - Dime, dime                                                |
| 2009 | Reencuentro con Los Gemelos - Azúcar negra                              |
| 2010 | Carolina La O en vivo - El Último Beso - Que queda de este Amor         |
| 2011 | A Fuego Lento - A Fuego Lento (versión salsa). - A Fuego Lento (remix). |
| 2012 | Si no me dan de beber - Si no me dan de Beber(Ft. Fito Blanko).         |

## Televisión
- 2004: participante del reality Protagonistas de la Fama, en el canal Telemundo (Estados Unidos).
- 2007-2011: conductora invitada del programa Escándalo TV, por el canal Telefutura (Estados Unidos).
- 2013: líder de la banda A Puro Tango, en el programa televisivo La Pista, concurso de baile y canto, por el canal colombiano Caracol TV
- 2013: jurado del programa televisivo Sábado Gigante, en el canal Univision (Estados Unidos).